# Buna Jurja i Vilima Vitovca protiv kralja Matije Korvina 1488.
Buna Jurja i Vilima Vitovca protiv kralja Matije Korvina 1488. bio je pobuna unutar Hrvatsko-Ugarske države.

## Uvodne okolnosti
Otac braće Vitovca Jan Vitovec došao je do mnogih časti i milosti koje nije zaslužio, izdajom, nedosljednošću i priklanjanjem jačemu. No, sinovi mu Juraj i Vilim nisu bili tako snalažljivi u politici kao otac im Jan, ali su bili prevrtljivi i nevjerni kao on. Baštinili su sve očeve (nezaslužene) časti i milosti, no pali su u nemilost, jer su se odmetnuli od kralja Matijaša Korvina. Vjerojatni razlog odmetanja jest što im je sudbena vlast i sud u Varaždinu oduzeta na Saboru u Budimu 1486., te svi poslovi podređeni banskom sudu.

## Tijek borbe
Odmetnuli su se i podigli su bunu 1488. godine. Kralj je iste godine na njih poslao kapetana Jakova Szekelya za suzbiti njihovo odmetništvo. Oružano im je oteo posjede, među kojima i Trakošćan.

## Posljedice
Nakon što je kralj isplatio Szekelyu troškove protjerivanja Vitoveca od 16.000 forinta, predao je kraljuje posjede oduzete nevjernim Vitovcima koje je kralj dao svom sinu Ivanišu. Tako je buna braći Vitovec ugrozila ugled koji su stekli junaštvima u borbama protiv osmanskih osvajača, poput pobjede nad dan sv. Bartula (24. kolovoza), najvjerojatnije 1479.  kad je turska vojska pustošila Nedelišće i čakovečki kraj, kad je Juraj osmanske snage suzbio i hametice potukao, odnosno za pobjedu u bitci kod Brežaca.
Progonstvom Vitovcâ prestala je i Zagorska kneževina.